# Numa Pompilius
Numa Pompilius (n. 753 î.e.n. – d. 673 î.e.n., rege al Romei: 715 î.e.n. – 673 î.e.n.) a fost al doilea rege legendar al Romei antice, fiind succesorul lui Romulus.
După strania și misterioasa moarte a lui Romulus, domnia a căzut în mâinile lui Numa Pompilius. Lăudat pentru înțelepciunea sa naturală, domnia lui Numa Pompilius a fost marcată de pace și prosperitate. La numirea ca rege, fiind sabin la naștere, a mărit Senatul pentru a include 100 de nobili sabini care veniseră la Roma în timpul domniei lui Romulus. Acești oameni erau numiți, de asemenea, patricieni, în timp ce descendenții lor aveau să devină elita Republicii.
Numa Pompilius a reformat Calendarul roman ajustându-l pentru anul solar, împărțit în zece luni care, conform unei tradiții care datează de la Romulus, începea cu luna martie, lună în care se reluau lucrările agricole și războiul. A acordat o atenție deosebită agriculturii, subdivizând anul astfel încât țăranii să organizeze în mod corespunzător operațiunile de însămânțare, cultivare și recoltare, instituind totodată mai multe ritualuri religioase ale Romei. El a organizat zona în și din afara Romei în districte pentru un management mai ușor. El este, de asemenea, creditat pentru organizarea primelor bresle profesionale ale Romei.
Numa Pompilius este amintit ca cel mai religios dintre regi (surclasându-l chiar pe Romulus), iar în timpul domniei sale, a introdus Flamenii, Virginele vestale ale Romei, Pontifii și Colegiul Pontifilor. De asemenea, în timpul domniei sale se spune că un scut din partea lui Jupiter ar fi căzut din cer cu soarta Romei scris pe el. Numa Pompilius a ordonat copierea scutului în unsprezece exemplare, acestea devenind sacre romanilor.
Domnia sa avea să dureze 41 de ani și avea să aibă o moarte naturală, ușoară.